# Fuchsia paniculata
Fuchsia paniculata är en dunörtsväxtart som beskrevs av John Lindley. Fuchsia paniculata ingår i släktet fuchsior, och familjen dunörtsväxter.

## Underarter
Arten delas in i följande underarter:
- F. p. mixensis
- F. p. paniculata

## Bildgalleri

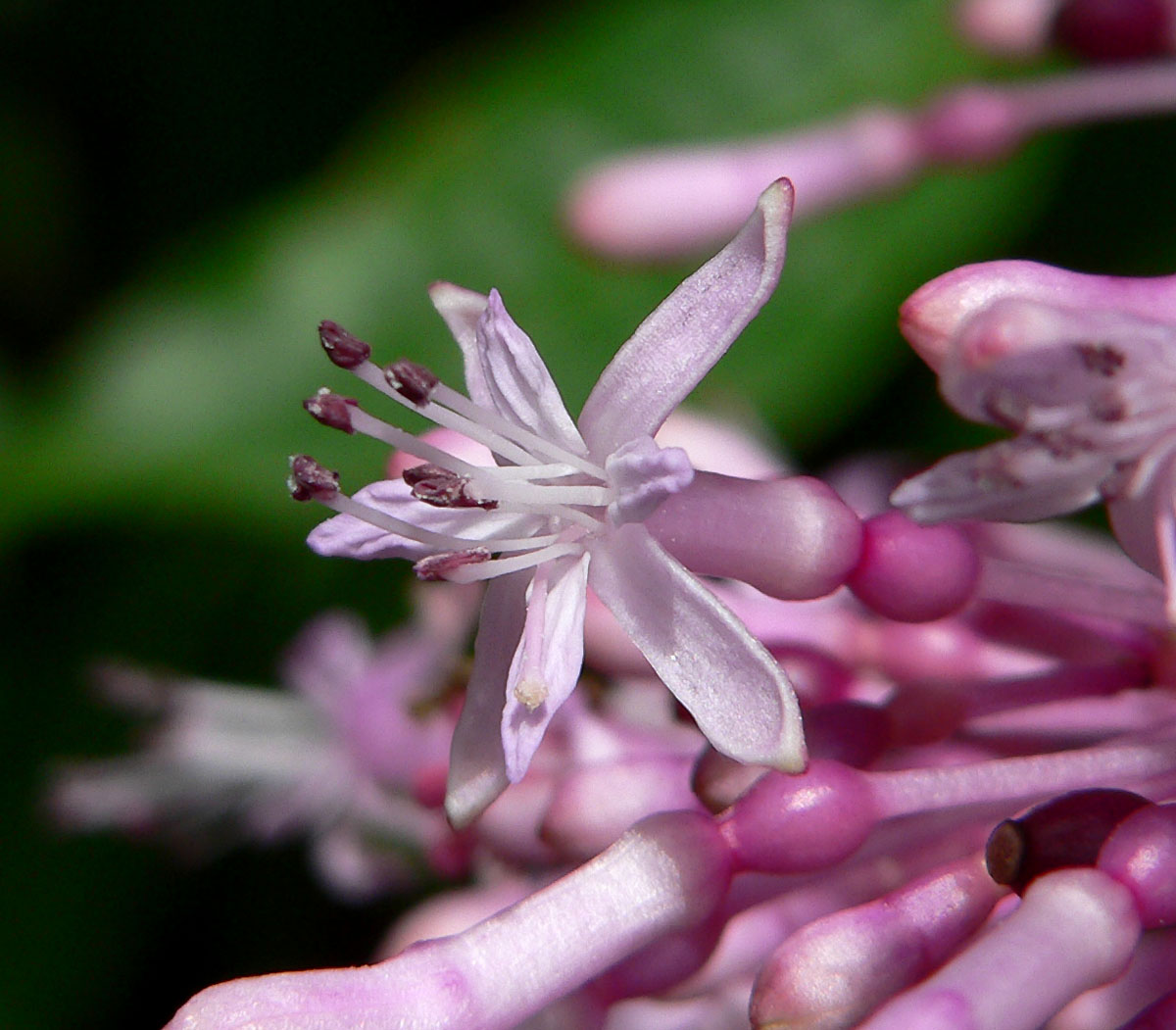
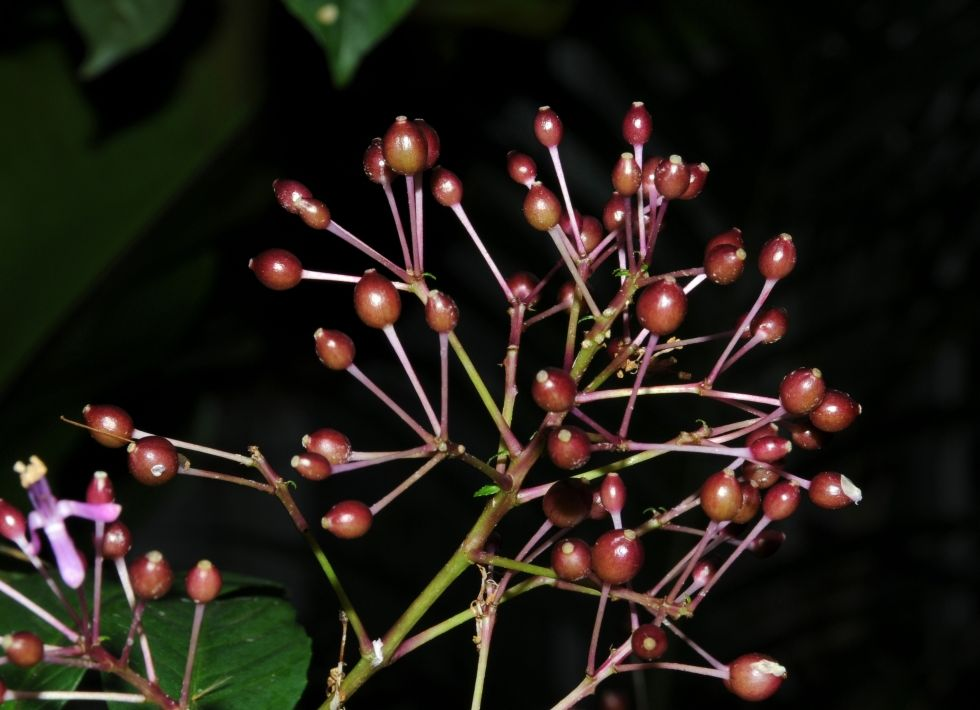